# USS Oklahoma (BB-37)

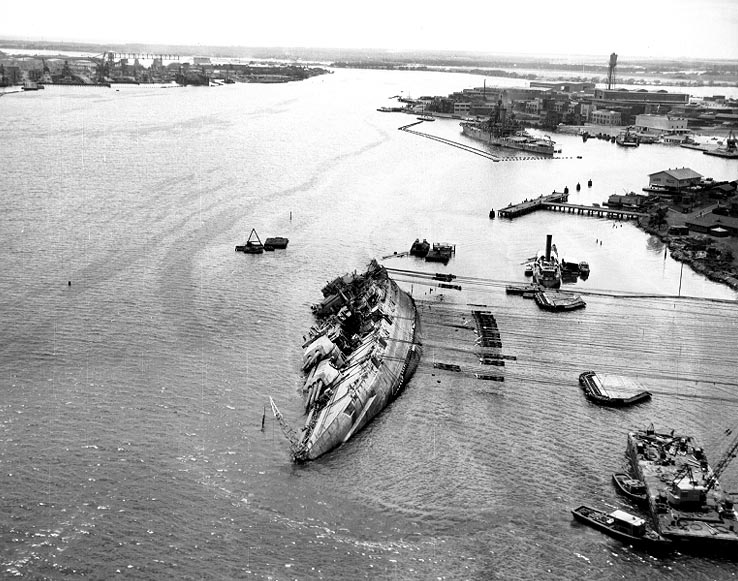

USS Oklahoma (BB-37) – pancernik typu Nevada amerykańskiej marynarki wojennej z okresu I i II wojny światowej. Bliźniaczą jednostką był pancernik USS „Nevada” (oba okręty różniły się od siebie napędem, nawet po przebudowie – „Nevada” miał nowoczesne kotły, turbiny i przekładnie, a „Oklahoma” napędzany był przestarzałą maszyną parową VTE). 

## Historia
Stępkę pod okręt położono 26 października 1912 roku, wodowanie odbyło się 23 marca 1914 roku. Okręt oddano do służby 2 maja 1916 r.
USS „Oklahoma” był ostatnim pancernikiem floty USA wyposażonym w maszyny parowo-tłokowe VTE. W latach 1927–1929 okręt został całkowicie przebudowany. Wymieniono między innymi kotły, śruby, armaty, system kierowania ogniem, wzmocniono opancerzenie pionowe i poziome, dodano zbiorniki wypornościowe i dodatkowe grodzie przeciwtorpedowe i zmieniono architekturę nadbudówek. Po przebudowie USS „Oklahoma” operował głównie na Pacyfiku.
Podczas ataku japońskiego na Pearl Harbor 7 grudnia 1941 r. USS „Oklahoma” został trafiony dziewięcioma torpedami w lewą burtę ok. godziny 8.10 (w tym samym mniej więcej czasie eksplodował pancernik USS „Arizona”), przy czym pierwsze pięć torped uderzyło w czasie krótszym niż minuta i 10 sekund. Kolejna, dziesiąta torpeda przeszła pod dnem i detonowała w zetknięciu z nabrzeżem. Podmuch eksplozji nieznacznie uszkodził fragment prawej burty „Oklahomy”. Na skutek bezpośredniego, bardzo szybkiego uderzenia 9 torped w jedną burtę, nieprzygotowany do walki okręt (status Z) przewrócił się do góry dnem, grzebiąc w swoim wnętrzu 400 osób z załogi liczącej ponad 1300 ludzi. Przyczyną zatonięcia był fakt, że wszystko wydarzyło się zbyt szybko. Pomimo doskonałego podziału grodziami i skutecznego systemu ochrony przeciwtorpedowej, po niemal jednoczesnym uderzeniu pierwszych pięciu torped nie było czasu na szybkie kontrbalastowanie i kolejne torpedy uderzały już w górne partie burty, gdzie woda mogła rozlewać się o wiele swobodniej poprzez włazy, rury komunikacyjne i przewody wentylacyjne. Po ataku na Pearl Harbor przedstawiciele BuShips orzekli, że winy za zatonięcie okrętu nie ponosi jego konstrukcja, a zaskoczenie i zbyt szybkie uderzenia kolejnych torped.
USS „Oklahoma” została podniesiona z dna w 1943 roku, ale ze względu na wielkość szkód, przestarzały napęd oraz na fakt, że przewaga w pancernikach floty USA nad Japońską Cesarską Flotą była już wówczas przytłaczająca, zrezygnowano z remontu. Kadłub sprzedano po zakończeniu wojny na złom. Nieszczelny kadłub zerwał się jednak z holu i zatonął w sztormie po drodze do San Francisco.